# Hommes au bord de la crise de nerfs
Ne pas confondre avec Femmes au bord de la crise de nerfs, film de Pedro Almodóvar sorti en 1988
Pour plus de détails, voir Fiche technique et Distribution.
Hommes au bord de la crise de nerfs est un film de comédie franco-belge, réalisé par Audrey Dana, sorti en 2022.

## Synopsis
Des hommes de tous âges suivent une thérapie de groupe en pleine nature.

## Fiche technique
Sauf indication contraire, les informations mentionnées dans cette section peuvent être confirmées par la base de données cinématographiques IMDb,  présente dans la section « Liens externes ».
- Réalisation : Audrey Dana
- Scénario : Audrey Dana et Claire Barré
- Musique : Maxime Desprez et Michaël Tordjman
- Producteur : Olivier Delbosc
- Société de production : Curiosa Films
- Co-production : France 2 Cinéma, Marvelous Productions, Ouille Productions, Umedia
- Société de distribution : Warner Bros.
- Budget : 5,61 millions d'euros
- Pays d'origine :  France et  Belgique
- Langues originales : français
- Format : couleurs - 2,35:1
- Genre : Comédie
- Durée : 97 minutes
- Dates de sorties en salles :
  - France : 18 janvier 2022 (Festival international du film de comédie de l'Alpe d'Huez 2022) ; 25 mai 2022 (sortie nationale)

## Distribution
- Thierry Lhermitte : Hippolyte
- Ramzy Bedia : Romain
- François-Xavier Demaison : Antoine
- Laurent Stocker : Michel
- Pascal Demolon : Ivan Lenoire
- Michaël Grégorio : Noé
- Max Baissette de Malglaive : Eliott dit « Fireman »
- Marina Hands : Omega
- Loïc Legendre : Yourgos
- Alice Belaïdi : Isis, la fille d'Hippolyte
- Annabelle Lengronne : Lou
- Frédérique Tirmont : la mère d'Antoine
- Marc Berman : le père d'Antoine
- Eden Ducourant : Flo
- Anne Bouvier : Dalida
- Clément Michel : Sacha
- Yvon Martin : Le médecin

## Production

### Tournage
Le tournage du film a lieu principalement dans la Drôme du 19 août 2019 au 27 septembre 2019. On voit vers le début l'arrivée des personnages en gare de Luc-en-Diois. Quelques scènes supplémentaires du film ont également été tournées en Ile-de-France en 2020 malgré la pandémie de Covid-19.

## Accueil

### Box-office
Le jour de sa sortie en France, le film se classe en 2e position du box-office des nouveautés avec ses 16 391 entrées, dont 3 576 en avant-première, pour 422 copies. La comédie franco-belge est largement devancée par le blockbuster américain Top Gun: Maverick et ses 320 887 entrées. Au bout d'une semaine, le film réalise 102 659 entrées, pour une 3e place au box-office français, loin derrière Top Gun: Maverick (1 529 608) et Doctor Strange (340 813). La semaine suivante, la première de juin, le film perd deux places au profit de deux nouveautés en n'engrangeant que 61 938 entrées. Le film chute en 9e place pour sa 3e semaine d'exploitation française avec 25 000 entrées supplémentaires pour 189 597 entrées cumulées. Le film quitte le box-office début juillet, après 6 semaines, avec 214 444 entrées cumulées.
| Pays ou région | Box-office      | Date d'arrêt du box-office | Nombre de semaines |
| -------------- | --------------- | -------------------------- | ------------------ |
| France         | 214 444 entrées | 5 juillet 2022             | 6                  |
| Total mondial  | 1 582 558 $     | -                          | -                  |

## Distinction
- Festival international du film de comédie de l'Alpe d'Huez 2022 : sélection officielle en compétition